# Palazzo Barbaja
Il palazzo Barbaja è un palazzo monumentale di Napoli sito in via Toledo, di fronte alla funicolare Centrale nel quartiere San Ferdinando.

## Storia ed architettura
Il palazzo fu la residenza di Domenico Barbaja, un impresario teatrale famoso nella Napoli ottocentesca. L'edificio fu anche per breve tempo abitato da Gioachino Rossini per volontà di Barbaja. Il Rossini aveva stipulato impegni dal 1815 al 1822 con il Teatro del Fondo per musicare l'Otello su libretto di Francesco Berio di Salsa (proprietario del vicino palazzo Berio); pertanto, il compositore pesarese fu rinchiuso nella sua camera, dopo sei mesi di ozio, dal Barbaja che lo minacciò di non farlo uscire dall'appartamento fino a quando non avesse finito di musicare l'opera.
Il fabbricato in questione risale al XVI secolo e fu rimaneggiato nella seconda metà del Settecento in un sobrio stile neoclassico. Il piano terra e il mezzanino sono rivestiti in bugnato liscio di piperno; molto semplice è il portale, caratterizzato da paraste bugnate ai lati, da una sottile cornice e dalla chiave di volta. La decorazione è in stucco e i primi due piani sono scanditi dalle lesene giganti ioniche che evidenziano il settore centrale della facciata.